# كريستال لانجهورن
كريستال لانجهورن (بالإنجليزية: Crystal Langhorne)‏ مواليد 27 أكتوبر 1986 في كوينز، هي لاعبة كرة سلة أمريكية. بدأت مسيرتها الاحترافية في سنة 2008. تم اختيارها من قبل فريق واشنطن ميستيكس خلال الدرافت. تلعب مع فريق سياتل ستورم في دوري الاتحاد الوطني لكرة السلة النسائية. وتحمل الرقم 1. لعبت مع واشنطن ميستيكس وسياتل ستورم.

## روابط خارجية
- كريستال لانجهورن على موقع الاتحاد الدولي لكرة السلة (الإنجليزية)
- كريستال لانجهورن على موقع الاتحاد الوطني لكرة السلة النسائية (الإنجليزية)
- كريستال لانجهورن على موقع كرة السلة الأوروبية.كوم (الإنجليزية)
- كريستال لانجهورن على موقع كلية كرة السلة في سبورتس رفرنس.كوم (الإنجليزية)
- كريستال لانجهورن على موقع بروبوليرز (الإنجليزية)
- كريستال لانجهورن على موقع سبورتس رفرنس (الإنجليزية)